# Décimalisation
La décimalisation est le fait d'instituer ou de modifier une unité de valeur de manière à la rendre compatible avec le système décimal.

## Décimalisation dans les unités monétaires

### France
La décimalisation de la monnaie en France a été réalisée par la Révolution française.

### Royaume-Uni
La décimalisation la plus connue au XXe siècle est celle des unités du Royaume-Uni en 1971, préalablement à son entrée dans la Communauté européenne.
À compter du D-Day (Decimalisation Day), le 15 février 1971, le shilling a disparu et la livre sterling a été divisée en 100 pence (au singulier, 1 penny). 
La valeur du penny a changé à l’occasion du passage au système décimal. Les premières années après 1971, le penny du nouveau genre était souvent appelé new penny (« nouveau penny »). Les pièces de ¹⁄₂ p, 1 p, 2 p, 5 p, 10 p et 50 p portèrent la mention NEW PENCE jusqu’en 1982, date à laquelle l’inscription est devenue HALF PENNY, ONE PENNY, TWO PENCE, FIVE PENCE et ainsi de suite. Le ¹⁄₂ penny a été retiré de la circulation en 1984.
La guinée, qui valait une livre et un shilling, a vu sa valeur fixée à 105 pence.

## Russie
La Russie est passée à une monnaie décimale sous le tsar Pierre le Grand en 1704, le rouble étant égal à 100 kopecks, faisant ainsi du rouble russe la première monnaie décimale au monde. Il existait cependant toujours  des unités plus petites sous le kopeck : la denga (un demi-kopeck, donc 200 dengas pour un rouble) et la polouchka (en) (un demi-denga, un quart de kopek, donc 400 polouchkas pour un rouble). Après la Révolution d'octobre, l'Union soviétique est passée à un modèle purement décimal en éliminant les subdivisions non décimales du kopeck.